# Réservoir de Gorki
Le réservoir de Gorki (en russe : Горьковское водохранилище, Gorkovskoïe vodokhranilichtche) est un lac artificiel situé sur le cours moyen de la Volga, en Russie. 

## Géographie et histoire

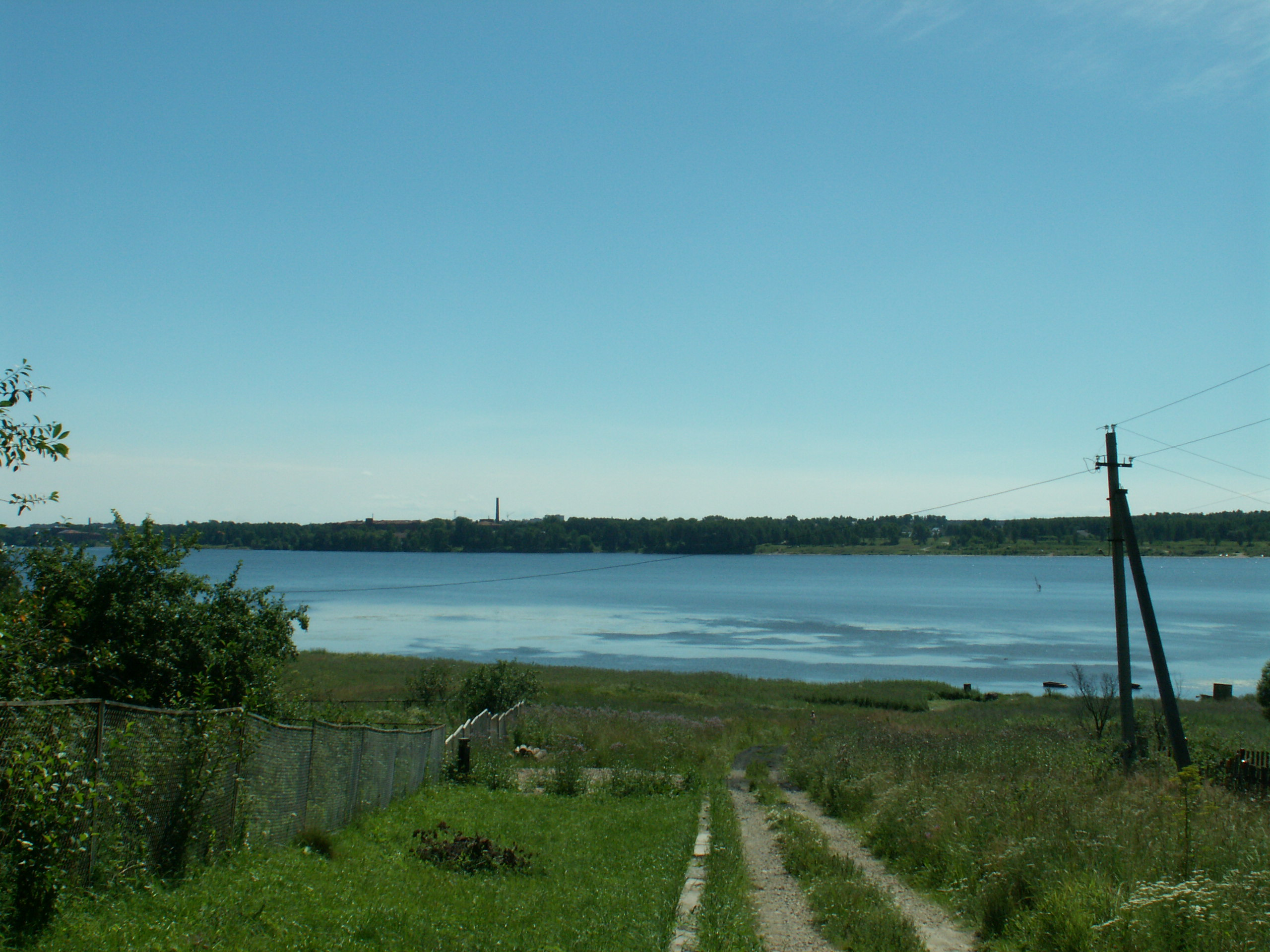
Le réservoir à Porozovo.

Il est formé par un barrage et l'usine hydroélectrique de Gorki (aujourd'hui appelée barrage de Nijni Novgorod), construit en 1955 entre les villes de Gorodets et Zavoljie et rempli de 1955 à 1957. Il s'étend sur 430 km, depuis le barrage de Rybinsk jusqu'au barrage de Gorodets, à travers les oblasts de Iaroslavl, de Kostroma, de Nijni Novgorod et d'Ivanovo. Le réservoir est relativement étroit et suit le lit naturel de la Volga dans la partie supérieure, mais atteint une largeur de 16 km en aval de la ville de Iourievets.
Le réservoir tire son nom de l'ancien nom de la ville de Nijni Novgorod, située à quelque 50 km en aval du barrage, Gorki. Une ville industrielle, Zavoljie, a été construite sur la rive droite de la Volga, en même temps que le barrage.
La mise en eau du réservoir a entraîné le déplacement d'un certain nombre de villages et de villes, telles que Tchkalovsk.

## Source
- (ru) Grande Encyclopédie soviétique